# 薮内省吾
薮内 省吾（やぶうち しょうご、1968年10月6日 - ）は日本の演出家、脚本家、映画監督。ROBOT所属。甲南大学経営学部卒業。

## 人物
独特な世界観とサイケデリックな映像表現に特徴がある。
映画、プロモーションビデオなどをはじめ作品多数。

## 主な作品

### 映画
- ファンタスティポ

### TVオープニング演出
- うたばん
- ぴったんこカン・カン
- 中居正広の金曜日のスマたちへ
- 中居正広の家族会議を開こう!
- ガチンコ!

### PV
- BONNIE PINK 「Take Me In」
- 高橋克典「熱くなれ！」
- globeglobeデビュー20周年記念MUSIC VIDEOドラマプロジェクト

　第1段「FACE」（主演:池田エライザ）
　第2段「DEPARTURES」（主演：三吉彩花）
　第3段「FACES PLACES」（主演：新川優愛）